# إيتو جنساي
إيتو جنساي، فيلسوف وتربوي ياباني، ولد ومات في كيوتو،(1627-1705)، أحد مؤسسي مدرسة كوغاكو (التعليم القديم) التي عارضت مدرسة شوهسي الكونفوشية الجديدة التي كانت تحظى بتأييد السلطات القئمة، ومن دعاة العودة إلى التعاليم الكونفوشية الكلاسيكية. أهم مؤلفاته الكومو جيفي (شرح لمنتخبات من كونفوشيوس وحول منشيوس) سنة1683، كان له تأثير عظيم على الأدب الفلسفي والتاريخي لعصره.

## روابط خارجية
- إيتو جنساي على موقع الموسوعة البريطانية (الإنجليزية)